# Tortella linearis
Tortella linearis là một loài Rêu trong họ Pottiaceae. Loài này được (Sw. ex F. Weber & D. Mohr) R.H. Zander miêu tả khoa học đầu tiên năm 1993.